# دافينتري (دائرة انتخابية في المملكة المتحدة)
دافينتري (بالإنجليزية: Daventry)‏ هي إحدى الدوائر الانتخابية في المملكة المتحدة الممثلة في مجلس العموم في برلمان المملكة المتحدة.
عضو البرلمان الذي يمثلها حالياً هو :Mr Tim Boswell (Con).